# 초 혜왕
초 혜왕(楚 惠王, ? ~ 기원전 432년)은 중국 초나라의 제30대 군주(재위: 기원전 488년 ~ 기원전 432년)이다. 이름은 장(章)이다. 《묵자》와 출토된 초나라 문헌에는 헌혜왕(獻惠王)이라고도 한다. 소왕의 아들이고, 어머니는 소부인(昭夫人)이다.

## 생애
즉위 이후 소왕 때 오나라와의 전쟁으로 수도인 영(郢)이 함락되는 곤경을 겪었던 것을 교훈으로 삼았다. 자서(子西), 자기(子期), 자려(子閭) 등을 중용하여 정치를 개혁했고, 백성들을 쉬게 했으며, 산업을 발전시켰다. 이처럼 신속하게 초나라를 회복시킴으로써 이후 전국칠웅이 되게 하는 기반을 닦은 것이다.
기원전 487년, 영윤 자서가 이전에 폐위된 태자 건(建)의 아들 승(勝)을 불러 초나라로 돌아오게 했고, 백읍(白邑, 지금의 허난성 시 현 동쪽)을 주고 백공(白公)으로 봉했다. 백공 승은 귀국한 후 적극적으로 민중들을 모아 정권을 빼앗을 준비를 했다.
기원전 480년, 오나라가 월나라에게 격파된 틈을 타서 군사를 거느리고 오나라를 공격했다. 초나라는 장기적으로 오나라 때문에 곤란한 처지였는데, 이때에 이르러 끝을 맺은 것이다.
기원전 479년 6월, 오나라가 초나라의 신읍(愼邑, 지금의 안휘 성 穎上 북쪽)을 공격했다가 백공 승에게 패했다. 백공 승은 전리품을 바쳐서 명성을 얻었으며, 이어 군사를 거느리고 수도인 영으로 들어가 난을 일으켰다. 7월, 영윤 자서와 사마 자기를 죽였고, 혜왕을 겁박하여 자려를 왕으로 세우려고 준비했다. 자려가 좇지 않으니 죽였다. 혜왕을 고부(高府)에 안치하였는데, 대부 어공(圉公) 양(陽)이 혜왕을 업고 도망하여 소부인의 거처로 피하였다. 섭공(葉公) 심제량(沈諸梁)이 채(蔡, 州来라고도 함, 지금의 안휘 성 鳳台)에 있다가 백공이 난을 일으켰다는 소식을 듣고 군사를 모아 진압하러 갔다. 그가 도성 북문에서 들어가려고 했는데, 잠윤(箴尹) 고(固)와 나랏사람들의 협력을 얻어 백공 승을 패배시켰다. 백공 승이 산중으로 도망하였다가 목을 매어 자살했다.
백공 승이 실패한 후에도 혜왕은 계속 대외팽창을 진행하였다.
기원전 478년, 자서의 아들인 무성윤(武城尹) 공손 조(朝)를 시켜 진(陳)나라를 멸망시키고 현으로 삼았다.
기원전 477년, 파(巴)나라가 초나라를 공격하자 이를 대패시켰다.
기원전 476년 봄, 월나라가 초나라를 공격했다. 여름, 월나라 군사를 추격해 격파시켰고, 명(冥) 땅에 이르렀다가 돌아왔다. 가을, 월나라에 보복하기 위해 군사를 내어 동이(東夷)를 공격했다. 삼이(三夷, 지금의 저장성 닝보, 타이저우, 원저우 일대)가 초나라와 오(敖, 동이의 땅, 지금의 저장성 濱海에 위치) 땅에서 회맹하였는데, 초나라는 그 세력을 동해까지 미치게 한 것이었고, 이후에도 초나라는 회수와 동해 일대로 영토 확장을 멈추지 않았다.
기원전 447년, 영윤 자발(子發)을 시켜 채(蔡)나라를 멸망시켰다.
기원전 445년, 기(杞)나라를 멸망시켰고, 이어서 송(宋)나라도 공격했다.
기원전 439년, 노나라 사람인 공수반(公輸般)에게 명하여 운제(雲梯)를 만들게 했으며, 송나라를 공격할 준비를 하였다. 묵자가 이 소식을 듣고 와서 혜왕에게 공수반의 운제를 막을 방도가 있다고 유세하였고, 혜왕은 즉시 묵자와 공수반에게 모의 전투를 시켰다. 공수반이 4가지 방법을 써서 묵자의 성 모형을 공격했지만 그때마다 묵자는 4가지 방법으로 대응하니 승부가 나지 않았다. 그때 공수반이 "나는 선생을 이길 하나의 방법을 알고 있지만 말하지 않겠습니다."라고 했고, 묵자는 혜왕에게 "공수반은 지금 저를 죽이면 송나라를 공격할 수 있게 된다고 하지만, 제가 죽은 뒤에도 제 제자들이 송나라를 위해서 공격을 막아내게 될 것입니다."라고 했다. 이에 혜왕은 공격 준비를 그쳤다.
기원전 432년, 혜왕이 죽고 아들인 간왕이 뒤를 이었다.
| 전 임 아버지 소왕 웅임 | 제30대 초나라의 군주 기원전 488년 ~ 기원전 432년 | 후 임 아들 간왕 웅중 |